# Чинальо
Чинальо (итал. Cinaglio) — коммуна в Италии, располагается в регионе Пьемонт, в провинции Асти.
Население составляет 469 человек (2008 г.), плотность населения составляет 87 чел./км². Занимает площадь 5 км². Почтовый индекс — 14020. Телефонный код — 0141.
Покровителем населённого пункта считается святой Феликс де Валуа.

## Демография
Динамика населения:

## Администрация коммуны
- Официальный сайт: http://www.comune.cinaglio.at.it